# Řeckokatolické církve
Řeckokatolické církve (katolické církve byzantského obřadu, uniaté) je společné, souhrnné označení autokefálních (samosprávných) východních katolických církví, které mají liturgií byzantského obřadu. Římskokatolická církev s nimi úzce spolupracuje a považuje je za součást jediné katolické církve ve smyslu rovnosti příslušnosti k církvi – společenství křesťanů. Řeckokatolické církve uznávají autoritu papeže a sdílejí s římskokatolickou církví dogmatickou nauku. Liturgie je však sloužena a slavena nikoli v latinském ritu, ale v ritu byzantském.
Tyto církve působí zejména ve střední a východní Evropě – Polsko, Slovensko, Ukrajina atd., jde především o tu část pravoslavných církví, která se v polsko-litevském státě na základě brestlitevské unie roku 1596 odštěpila od pravoslaví a podrobila Římu. Ale také dalších církví, které se k řeckokatolictví dodatečně připojily dalšími uniemi s římskokatolickou církví.
Pravoslavné církve nazývají řeckokatolické církve (nyní již hanlivě) uniatskými církvemi a považují je za odpadlíky od pravoslaví. Proto není nyní pojem uniatství oficiálně katolíky užívaný.

## Historie
Velkým schizmatem roku 1054 bylo trvale narušeno společenství mezi východní a západní církví. V následujících staletích vznikaly pokusy obnovit jednotu církve. Snažil se o ni především 2. lyonský koncil v roce 1274 nebo ferrarsko-florentský koncil (florentská unie, 1439).
Ke sjednocení menší části východních křesťanů s římskokatolickou církví došlo až brestlitevskou unií v roce 1596, následně potvrzenou apoštolskou konstitucí papeže Klementa VIII. o unii východních křesťanů s římskou církví. Tímto krokem, který byl proveden na základě florentské unie, měli být pravoslavní žijící na území polsko-litevského státu podřízeni Římu (při zachování východních obřadů). Unie nesplnila svůj cíl, neboť ji uznala pouze menšina pravoslavných, kteří poté vytvořili řeckokatolickou církev. Ve svém důsledku vedla brestlitevská unie k rozštěpení pravoslavného obyvatelstva v Litvě a Polsku a k jejich rozmíškám.
Řeckokatolická církev se skládá z jednotlivých (zpravidla národních) církví:
- Řecká katolická církev
- Albánská řeckokatolická církev
- Běloruská řeckokatolická církev
- Bulharská řeckokatolická církev
- Řeckokatolická církev Chorvatska a Srbska
- Makedonská řeckokatolická církev
- Maďarská řeckokatolická církev
- Rumunská řeckokatolická církev
- Ruská řeckokatolická církev
- Ukrajinská řeckokatolická církev
- Rusínská řeckokatolická církev - včetně Apoštolského exarchátu v České republice
- Slovenská řeckokatolická církev
- Melchitská řeckokatolická církev - je též řeckého obřadu, ale má poněkud odlišný vývoj
- Italsko-albánská církev - je též řeckého obřadu, ale má poněkud odlišný vývoj

## Řeckokatolická církev v zemích Československa
Na území pozdějšího Československa se tato církev začala formovat po roce 1649 na základě tzv. užhorodské unie, v níž se část pravoslavných duchovních a věřících na východním Slovensku a Podkarpatské Rusi podřídila Římu. Zdejší řeckokatolíci spadali nejprve do pravomoci lvovské eparchie (diecéze). V roce 1771 papež Klement XIV. zřídil eparchii v Mukačevě, o 5 let později se sídlo de facto přesunulo do Užhorodu. Roku 1818 z ní byla papežem Piem VII. vyčleněna eparchie v Prešově. Pod pravomoc prešovského biskupa patřili po vzniku samostatného Československa řeckokatolíci takřka celého státu (výjimku představovaly některé farnosti na Zemplíně, jejichž jurisdikční příslušnost byla definitivně vyřešena až vznikem biskupství v Košicích). Dne 16. prosince 1933 byla zřízena v Praze ústřední farnost při chrámu sv. Klimenta, později vznikla moravskoslezská farnost v Brně a po druhé světové válce pomocné duchovní správy v dalších 6 městech v českých zemích.
Po inscenovaném Prešovském soboru 28. dubna 1950 komunistický režim řeckokatolickou církev v Československu zakázal a její představitele pronásledoval (biskup Pavol Peter Gojdič zemřel ve vězení, biskup Vasiľ Hopko byl také ve vězení, poté v internaci v klášteře v Oseku u Duchcova a svého úřadu se mohl ujmout zase až roku 1968, oba byli spolu s českým redemptoristou Dominikem Trčkou blahoslaveni). Řeckokatolická církev byla roku 1968 obnovena, avšak byla velmi omezována až do roku 1989. Ke dni osamostatnění České republiky byl 1. ledna 1993 zřízen v Praze zvláštní vikariát pro české katolíky byzantského obřadu, 13. března 1996 apoštolský exarchát.